# Посолство на Армения в София
Посолството на Армения в София (на арменски: Բուլղարիայում Հայաստանի դեսպանություն) е официална дипломатическа мисия на Армения в столицата на България – София. От 2020 г. мисията се ръководи от посланик г-н Армен Едигарян.